# Stenocercus tricristatus
Stenocercus tricristatus é uma espécie de lagarto da família Tropiduridae e é encontrada no Brasil. Foi descrita por André Marie Constant Duméril (1851).
Só há um exemplar coletado dessa espécie, que também é o holótipo.
Sua distribuição geográfica é limitada, sendo encontrado no Brasil no estado de Minas Gerais, nas áreas centrais de terras altas na Serra do Espinhaço, por exemplo.
A espécie Stenocercus tricristatus possui diversas similaridades com outras quatro espécies do gênero Stenocercus: S. dumerilii, S. quinarius, S. squarrosus e S. canastra; muitas análises foram necessárias e algumas diferenças morfológicas entre os indivíduos permitiram a descrição das diferentes espécies. O nome do gênero, "Stenocercus" vem das palavras na língua grega "Stenos" e "kerkos", que juntas indicam uma causa comprimida lateralmente, característica dos répteis desse grupo.

## Distribuição e habitat
A. Duméril, quando o descreveu, não deu informações mais detalhadas sobre sua localização, além de que se encontrava no Brasil. Entretanto, um dinamarquês, Peter Claussen, que morou no Brasil por 20 anos, por volta de 1850, coletou essa espécie. Suas contribuições científicas, tais como coletas de fósseis, são evidenciadas de terem acontecido principalmente no estado de Minas Gerais, já que Claussen morou lá e tinha fazendas nessa região. Dessa forma, tudo indica que essa espécie ocorre neste estado, nas áreas mais ao centro, perto da Serra do Espinhaço.
Pouco se sabe sobre seu habitat, mas considerando a origem de sua coleta e a ocorrência de outras espécies do mesmo gênero, é esperado que S. tricristatus ocorra em matagais em afloramentos rochosos, muito comuns na vegetação do Cerrado.

## Descrição
Suas principais características que o distingue de outras espécies são a distribuição das suas escamas, como, por exemplo: escamas dorsais da cabeça, da garganta e ventrais em quilha, seis escamas internasais e uma escama larga e proeminente imediatamente acima das escamas supraciliares. Além disso, também possui cauda moderadamente comprimida, coloração com prováveis múltiplas pontuações marrons escuros nas costas e nas laterais, e uma pontuação triangular no focinho. Outras características também distintas dessa espécie dizem respeito ao número de escamas em certas regiões do corpo ou a ausência de características presentes em outras espécies desse gênero.
O único exemplar da espécie, o holótipo, é um macho adulto com 58 mm de comprimento do corpo, com cauda cilíndrica 1,7 vezes maior que o corpo, com 100 mm. Apresenta a cabeça em formato de pirâmide com quatro lados, focinho pontiagudo e pescoço estreito. O padrão de cores do espécime desapareceu, mas a descrição inicial indica que o indivíduo apresentava coloração fulva no dorso com faixas marrons delimitadas por faixas branco-amareladas, na parte posterior do focinho possui uma mancha marrom escura com margem preta e posteriormente na cabeça existem três manchas marrons distribuídas simetricamente. Nos membros posteriores e na região dorsal da cauda possuem faixas e manchas marrons irregulares e a região ventral tem coloração branca.

## Ecologia e Comportamento
Como há apenas um exemplar da espécie, o conhecimento sobre seu comportamento e ecologia são limitados, portanto, o que se sabe sobre hábitos, dieta e outros comportamentos são estudos baseados no gênero Stenocercus.
Possui uma dieta generalista, composta sobretudo por insetos das ordens Coleoptera, Himenoptera e Isoptera. Há grande plasticidade do gênero em relação ao uso do território, estando presente em ambientes abertos ou no solo de florestas. Sua diversificação no território permite diferentes estratégias de forrageio e possibilita a sobrevivência em diferentes habitats.